# 24 Hours of Daytona 2001
24 Hours of Daytona 2001 – 24-godzinny wyścig samochodowy na torze Daytona International Speedway w miejscowości Daytona Beach na Florydzie. Zawody odbyły się w dniach 3–4 lutego 2003.

## Wyniki zawodów
| Poz.   | Klasa  | Nr  | Drużyna                       | Kierowcy                                                              | Okrążeń |
| ------ | ------ | --- | ----------------------------- | --------------------------------------------------------------------- | ------- |
| 1      | GTS    | 2   | Corvette Racing               | Johnny O’Connell Ron Fellows Chris Kneifel Franck Fréon               | 656     |
| 2      | GT     | 31  | White Lightning Racing        | Christian Menzel Randy Pobst Mike Fitzgerald Lucas Luhr               | 648     |
| 3      | GT     | 86  | Freisinger Motorsport         | Wolfgang Kaufmann Lance Stewart Cyril Chateau Paco Orti               | 644     |
| 4      | GTS    | 3   | Corvette Racing               | Dale Earnhardt Dale Earnhardt Jr. Andy Pilgrim Kelly Collins          | 642     |
| 5      | GT     | 56  | Seikel Motorsport             | Gabrio Rosa Fabio Rosa Fabio Babini Alex Caffi                        | 637     |
| 6      | GTS    | 01  | Bytzek Motorsport             | Larry Schumacher Harry Bytzek John Brenner James Holtom               | 632     |
| 7      | GT     | 43  | Orbit                         | Peter Baron Kyle Petty Gian Luigi Buitoni Leo Hindery Tony Kester     | 630     |
| 8      | GT     | 81  | G&W Motorsports               | Darren Law Matt Drendel David Murry Cort Wagner                       | 629     |
| 9      | GT     | 10  | Genesis Racing                | Bill Auberlen Chris Gleason Rick Fairbanks Chris Miller               | 627     |
| 10     | GT     | 39  | White Lightning Racing        | Hugh Plumb Kimberly Hiskey Michael Culver Michael Petersen            | 627     |
| 11     | SRP    | 63  | Downing/Atlanta               | Howard Katz Chris Ronson A. J. Smith Jim Downing                      | 624     |
| 12     | GT     | 50  | AASCO-Boduck                  | Craig Stanton Andy Hajducky Takashi Suzuki                            | 618     |
| 13     | SRP II | 21  | Archangel Motorsport Services | Andy Lally Paul Macey Martin Henderson Peter Seldon                   | 600     |
| 14 DNF | SRP    | 16  | Dyson Racing Team             | James Weaver Butch Leitzinger Andy Wallace                            | 598     |
| 15     | GT     | 34  | Spencer Pumpelly Racing       | Spencer Pumpelly Stevan Ivankovich Tom Pumpelly Rick Dilorio          | 595     |
| 16     | GT     | 40  | MAC Racing                    | Antonio De Castro Luca Cattaneo Renato Bicciato Franco Bugané         | 593     |
| 17     | GT     | 57  | Seikel Motorsport             | Stefano Buttiero Philip Collin Andrew Bagnall Tony Burgess            | 590     |
| 18     | GT     | 71  | Freisinger Motorsport         | Yukihiro Hane Kurt Thiel Klaus Horn Manfred Jurasz                    | 585     |
| 19     | SRP    | 20  | Dyson Racing Team             | Elliot Forbes-Robinson Rob Dyson Max Papis Niclas Jönsson             | 584     |
| 20     | SRP II | 62  | Team Spencer Motorsports      | Rich Grupp Ryan Hampton Dennis Spencer                                | 577     |
| 21     | SRP    | 37  | Intersport Racing             | Jon Field Carl Rosenblad Joel Field Clint Field                       | 566     |
| 22 DNF | SRP    | 74  | Robinson Racing               | Jack Baldwin George Robinson Irv Hoerr Buddy Lazier                   | 563     |
| 23     | GT     | 14  | Autometrics Motorsports       | Cory Friedman Adam Merzon Basil Demeroutis Lynn Wilson                | 563     |
| 24     | GTS    | 24  | Marcos Racing International   | Cor Euser Calum Lockie Herman Buurman                                 | 562     |
| 25     | GT     | 41  | MAC Racing                    | Fabio Mancini Gianni Collini Paolo Rapetti Michel Neugarten           | 561     |
| 26     | GT     | 67  | The Racer's Group             | Don Kitch Jr. Dave Gaylord Dave Parker Mike Oberholtzer               | 560     |
| 27     | GTS    | 25  | Marcos Racing International   | Miguel Ángel de Castro Peter Van der Kolk Toto Lassally               | 557     |
| 28     | AGT    | 11  | Hamilton Safe Motorsports     | Ken Bupp Dick Greer Doug Mills Simon Gregg                            | 553     |
| 29     | GT     | 66  | The Racer's Group             | Wade Gaughran Justin Marks Steve Miller Kiichi Takahashi              | 547     |
| 30     | GT     | 55  | Club: Yellow Magic            | Toshio Suzuki Tsuyoshi Takahashi Syougo Mitsuyama Shin’ichi Yamaji    | 543     |
| 31     | GTS    | 114 | Chamberlain Motorsports       | Stefano Zonca Raffaele Sangiuolo Milka Duno David Gooding             | 530     |
| 32     | GT     | 52  | Safina Racing                 | Scooter Gabel Joseph Safina Doc Lowman Carlos de Quesada              | 530     |
| 33     | AGT    | 09  | Team X1-R                     | Craig Conway Erik Messley Doug Goad Richard Maugeri                   | 528     |
| 34     | GT     | 9   | Genesis Racing                | Marc Bunting Emil Assentato Philip Schearer Steve Ahlgrim             | 510     |
| 35 DNF | GT     | 05  | Haberthur Racing              | Francesc Gutiérrez Nigel Smith Patrick Vuillaume Jean-Charles Cartier | 505     |
| 36     | GTS    | 30  | Mastercar                     | Fabian Peroni Tony Ring Sergey Zlobin Andrea Montermini               | 505     |
| 37 DNF | SRP II | 26  | Northstar Racing              | Cass Whitehead B.J. Zacharias Jeff Giangrande Chris Hall              | 498     |
| 38     | GTS    | 69  | Proton Competition            | Horst Felbermayr Horst Felbermayr Jr. Christian Ried Gerold Ried      | 495     |
| 39 DNF | GT     | 54  | JET Motorsports               | Toney Jennings Terry Borcheller Boris Said Hans-Joachim Stuck         | 490     |
| 40 DNF | AGT    | 44  | Team Amick Motorsports        | Joe Varde David Amick Lyndon Amick Bill Lester                        | 488     |
| 41     | GTS    | 0   | Bytzek Motorsport             | Scott Maxwell David Empringham Richard Spenard Klaus Bytzek           | 479     |
| 42     | GT     | 65  | Cirtek Motorsport             | Claudia Hürtgen Robert Orcutt Jürgen Lornez Heinrich Langfermann      | 477     |
| 43 DNF | SRP II | 89  | Porschehaus Racing            | Greg Pootmans Bruno St. Jacques Robert Julian Bob Woodman             | 473     |
| 44 DNF | GT     | 60  | PK Sport                      | Geoff Lister Mike Youles Fred Moss Matt Turner                        | 471     |
| 45 DNF | GTS    | 07  | G&W Motorsports               | Steve Marshall Danny Marshall Johannes van Overbeek Tim Holt          | 470     |
| 46 DNF | SRP    | 12  | Risi Competizione             | Ralf Kelleners Allan McNish David Brabham Eric van de Poele           | 462     |
| 47 DNF | SRP II | 22  | Archangel Motorsport Services | Andrew Davis Tony Dudek Mike Durand Jeff Clinton                      | 460     |
| 48     | AGT    | 96  | Tropic Zone Racing            | Dave Bacher Anthony Puleo Hans Hauser Robert Dubler                   | 407     |
| 49     | GT     | 68  | The Racer's Group             | Kevin Buckler Jim Michaelian Stephen Earle Dilantha Malagamuwa        | 354     |
| 50     | GT     | 32  | Goldin Bros Racing            | Steve Goldin Keith Goldin Scott Finlay Dave Rankin                    | 351     |
| 51 DNF | SRP    | 4   | Philip Creighton Motorsports  | Duncan Dayton John Burton Rick Sutherland Scott Schubot               | 347     |
| 52 DNF | GT     | 35  | Jürgen Alzen Motorsports      | Ulli Richter Enzo Calderari Lilian Bryner Jürgen Alzen                | 315     |
| 53 DNF | GT     | 17  | RWS Motorsports               | Luca Riccitelli Dieter Quester Marc Duez Hans-Jörg Hofer              | 310     |
| 54 DNF | SRP II | 79  | Sportscar Racing Team Sweden  | Thed Björk Niklas Loven Stanley Dickens Larry Oberto                  | 241     |
| 55 DNF | AGT    | 18  | Comer Racing                  | Jack Willes Andy McNeil Jon Leavy Les Vallarano                       | 238     |
| 56 DNF | GT     | 47  | Evil Eye Racing               | Joe Foster Gary Schultheis Scott Neumann Ross Bleustein               | 233     |
| 57     | GT     | 7   | Broadfoot Racing              | Jesús Diez de Villarroel Paco Orti John Warner Ron Zitza              | 222     |
| 58 DNF | SRP II | 48  | Pilbeam Racing America        | Shane Lewis Bruno Lambert Toni Seiler                                 | 216     |
| 59 DNF | SRP    | 38  | Champion Racing               | Dorsey Schroeder Bob Wollek Hurley Haywood Sascha Maassen             | 209     |
| 60 DNF | GT     | 80  | G&W Motorsports               | John Morton Michael Schrom Bob Mazzuoccola Stu Hayner                 | 185     |
| 61 DNF | SRP    | 27  | Lista Doran Racing            | Didier Theys Fredy Lienhard Ross Bentley Mauro Baldi                  | 181     |
| 62 DNF | SRP    | 78  | Sezio Florida Racing Team     | Patrice Roussel John Macaluso Edouard Sezionale Georges Forgeois      | 179     |
| 63 DNF | SRP II | 6   | TRP Racing                    | Jeff Bucknum Brent Sherman Travis Duder Gary Tiller                   | 138     |
| 64 DNF | AGT    | 53  | Diablo Racing                 | Eric Curran Mayo T. Smith Todd Snyder Tom Scheuren                    | 125     |
| 65     | AGT    | 46  | ACP Motorsports               | Kerry Hitt Jerry Thompson Joe Nagle Rodger Bogusz                     | 117     |
| 66 DNF | SRP    | 06  | Jacobs Motorsports            | Todd Snyder Peter Argetsinger Nick Longhi Michael Jacobs              | 112     |
| 67 DNF | GT     | 92  | Cirtek Motorsport             | Hubert Haupt Anthony Kumpen Vic Rice John Young                       | 108     |
| 68 DNF | GT     | 36  | Jürgen Alzen Racing           | Angelo Zadra Pedro Couceiro Ulrich Gallade Duncan Huisman             | 106     |
| 69 DNF | SRP    | 8   | Konrad Motorsport             | Franz Konrad Alan Heath Charles Slater Gualter Salles                 | 96      |
| 70 DNF | SRP    | 83  | Bob Akin Motorsports          | Norman Simon Mark Simo Brian DeVries Michael Lauer                    | 92      |
| 71     | AGT    | 23  | Gwen Racing                   | Mark Montgomery Sim Penton Pascal Dro Patrick Cachet                  | 67      |
| 72 DNF | SRP    | 28  | Intersport Racing             | Spencer Trenery Frank Emmett Bruce Trenery Patrick van Schoote        | 62      |
| 73 DNF | GT     | 02  | Morrison/Mosler Racing        | João Barbosa Scott Deware John Heinricy Jim Minneker                  | 61      |
| 74 DNF | GTS    | 5   | Rocketsports                  | Paul Gentilozzi Scott Pruett Johnny Miller Anthony Lazzaro            | 50      |
| 75 DNF | GTS    | 91  | Cirtek Motorsport             | David Warnock Ugo Colombo Bernardo Sá Nogueira Christian D’Agostin    | 48      |
| 76 DNF | GTS    | 15  | Chamberlain Motorsports       | Christian Vann Chris Bingham Seiji Ara Robert Nearn                   | 45      |
| 77 DNF | GT     | 42  | Orbit                         | Tommy Byrne Richard Millman Tony Kester Michael Collucci              | 37      |
| 78 DNF | GTS    | 76  | Gunnar Racing                 | Gunnar Jeannette Wayne Jackson Paul Newman Mike Brockman              | 37      |
| 79 DNF | SRP    | 95  | TRV Motorsports               | Jeret Schroeder Tom Volk John Mirro Barry Waddell                     | 3       |
| 80 DNS | SRP II | 49  | Pilbeam Racing America        | Phil Harris                                                           | -       |